# Rumunská literatura

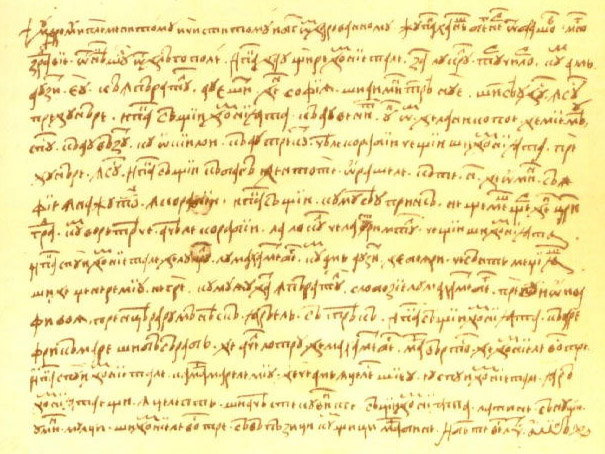
Nejstarší psaná rumunská literární památka: Scrisoarea lui Neacșu din Câmpulung (1521)

Rumunská literatura je literatura vzniklá v rumunštině. Ač je rumunština románským jazykem, byla literatura ve své historii spíše pod vlivem slovanských jazyků (v Rumunsku převažoval a stále převažuje vliv pravoslavné církve a s tím související slovanské kultury, až do devatenáctého století byla dokonce k zápisu rumunštiny používána cyrilice) a také osmanské turecké kultury. K rozsáhlejším kontaktům se západní kulturou došlo až ve 20. století.

## Historie

### 16. století
Nejstarší zachovanou rumunskou ucelenou literární památkou je tzv. Neacșuův dopis (Scrisoarea lui Neacșu) z roku 1521. V tomto dopise kupec Neacșu Lupu varuje brašovského starostu Johannese Benknera před hrozícím vpádem Turků. První památky čistě literárního charakteru byly překlady slovanských liturgických textech nebo původní díla náboženského charakteru (Șcheiský žaltář, Psaltirea Șcheiană, 1482). První rumunskou tištěnou knihou byl katechismus jáhna Coresiho z roku 1559. Nejstarším dokladem rumunské poesie je veršovaný žaltář, který vytvořil moldavský metropolita Dosoftei v roce 1673 (tištěno v Polsku). Postupně se také objevovaly první pokusy o překlad bible, zprvu pouze částečné a přeložené podle latinských a maďarských překladů. První úplný překlad Bible do rumunštiny se objevil z popudu valašského knížete Şerbana Cantacuzino teprve roku 1688, kdy tiskárna bukurešťského metropolity vytiskla tzv. Bukurešťskou bibli (Biblia de la București), uspořádanou bratry Radem a Şerbanem Greceanu.

### Renesance

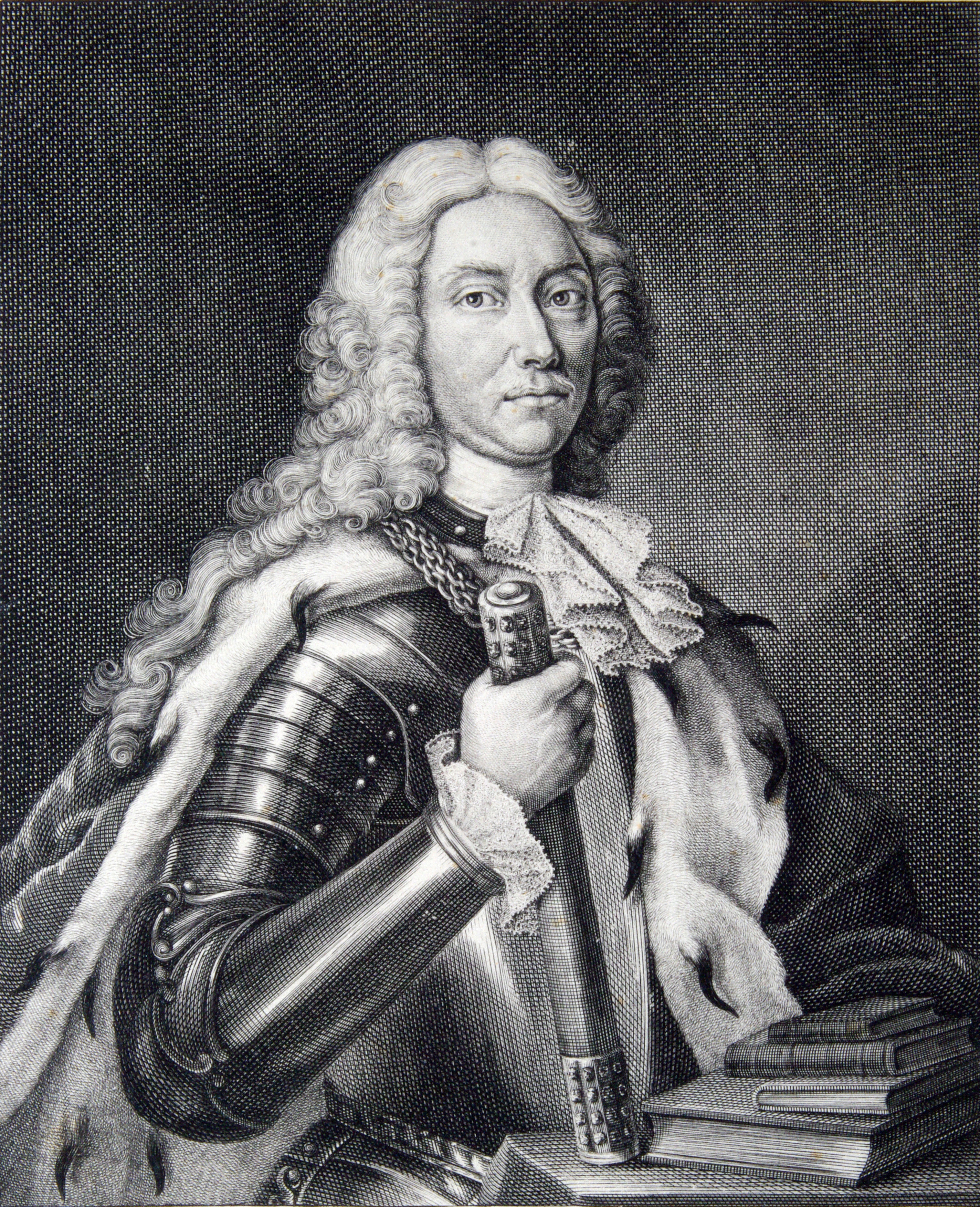
Dimitrie Cantemir (1673-1723)

Evropské kulturní proudy se do rumunské kultury dostaly až s velkým zpožděním - první známky renesance se objevují až v 17. století v kronikářské činnosti Grigore Urecha (Letopisețul Țărâi Moldovei) a Mirona Costina (dokončil Urecheho dílo, které bylo i nadále aktualizováno dalšími autory). První rumunskou skutečně renesanční osobností byl historik a spisovatel, moldavský kníže Dimitrie Cantemir, autor celé řady významných historických a filosofických děl a také prvního rumunského románu Historia Hieroglyphica (1705), v němž jsou postavy soudobé rumunské společnosti alegoricky popsány jako bájná zvířata.
Z hlediska vývoje spisovného rumunského jazyka jsou významné dvě literární památky z Transylvánie: objevil se první rumunsko-latinský slovník (Dictionarium Valachico-Latinum, Caransebeș, cca 1650), a o mnoho let později první ucelená gramatika rumunského jazyka psaná v latině (Institutiones linguae Valachicae, Crișana, cca 1770).
Dokladem rozmachu vzdělanosti bylo založení knížecí koleje s církevně-slovanským vyučovacím jazykem moldavským knížetem Vasilem Lupu v Jasech (1641) a obdobné akademie v Târgoviști valašským knížetem Matějem Basarabem. V Sedmihradsku vznikaly zejména kalvínské školy.

### 18. století
V osmnáctém století se Rumunsko dostává pod nadvládu Osmanské říše. Vládnoucí vrstvou se stávají rumunští Řekové, tzv. Fanarioti, jejichž prostřednictvím je rumunská kultura silně ovlivněna řeckou, což v literatuře znamenalo především rozvinutí tradice anakreónské milostné poesie. Velkou úlohu v této době hraje básnický rod Văcărescu, jehož členové, v této době především Ienăchiță (zemřel 1796, mimo jiné autor první rumunské gramatiky), Alecu (zemřel 1798) a Nicolae (zemřel 1830), jsou pokládáni za největší dobové rumunské básníky. Rod Văcărescu zároveň patří k nejstarší valašské rodové šlechtě. Jeho tradice se udržuje až do moderní doby (básnířka Elena Văcărescu, 1864-1947). Dalším výrazným vlivem bylo pro literaturu před národním obrozením osvícenství, k jeho čelným představitelům patřil zakladatel rumunského školství Gheorghe Asachi (1788 - 1869).

### Národní obrození
V první polovině 19. století vznikal v Rumunsku nacionalismus, projevující se především touhou po vlastním státě a nezávislé kultuře (bez řeckých, slovanských a osmanských vlivů). Výsledkem těchto revolučních idejí byla povstání v letech 1821 a 1848. Tuto epochu nazýváme rumunské národní obrození. Nositeli revolučních idejí byli především mladí Rumuni, studující ve Francii a v Německu, do rumunského myšlení se proto vnáší ideje německé filosofie a francouzské kultury, klesá naproti tomu vliv kultury starořecké a orientální. 

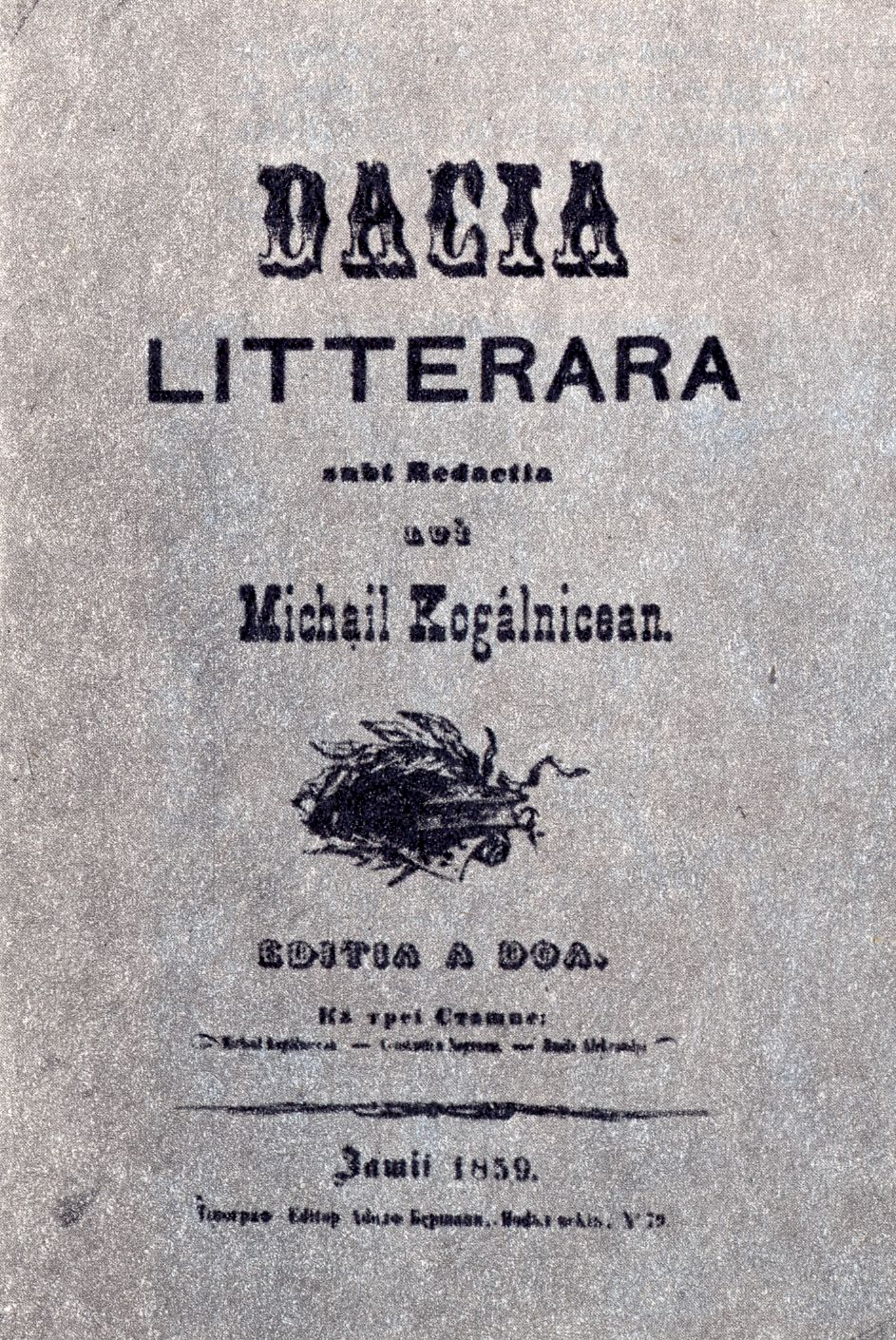
Titulní list časopisu Dacia Literarǎ

Opouštění řeckých vzorů a emancipace rumunského jazyka a písemnictví byla hlavním posláním Sedmihradské školy (Școala Ardeleană). Význačnými postavami tohoto kulturního hnutí se stali Petru Maior, Samuil Micu-Klein a Gheorghe Șincai. Během padesáti let se Rumunům, kteří tvořili nejpočetnější národnostní skupinu v Sedmihradském knížectví, podařilo vědecky zdokumentovat svůj latinský původ, přepsat svou historii, jazyk a gramatiku a vybudovat pedagogický základ potřebný ke vzdělávání svých elit a dobývání politických práv v rámci habsburské říše.
Probuzení národního ducha mělo za následek čilý rozvoj spolkového života a založení celé řady kulturních institucí, divadelních společností apod. V roce 1827 byla založena Literární společnost (Societatea literară) propagující všeobecnou osvětu i nové literární formy, v roce 1840 založil Mihail Kogălniceanu první rumunský literární časopis Dacia Literară, věnující se také společensko-politickým otázkám. V Moldavsku již předtím v letech 1829-35 a znovu 1837-50 vycházel dvakrát týdně časopis Gheorghe Asachiho Rumunská včela (Albina Românească), který měl od roku 1837 literární přílohu Rumunská loutna (Alăuta Românească). V Sedmihradsku od roku 1838 redigoval George Bariț časopis Gazeta de Transilvania s literární přílohou List pro rozum, srdce a literaturu (Foaie pentru minte, inimă și literatură). Významnou osobností této doby byl básník a spisovatel Ion Heliade Rădulescu (1802-1872), plodný překladatel, spoluzakladatel Rumunské akademie a prvních rumunsky psaných novin (Curierul Românesc, 1829, od roku 1837 též s literární přílohou Posel pro obojí pohlaví, Curier de ambe sexe).

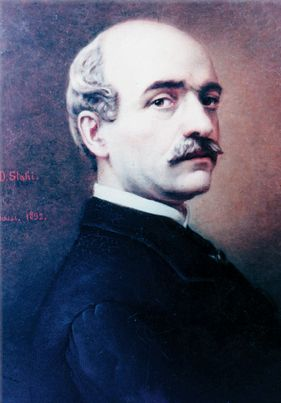
Vasile Alecsandri (1821-1880)

Po roce 1830 začínají rumunští autoři reflektovat francouzský romantismus, jehož principy kombinují s národními prvky či domácím folklórem. Především kolem časopisu Dacia Literară se vytváří literární generace "Osmačtyřicátníků" (generaţie pașoptistă) - pojmenovaná po revolučním roce 1848, jejímž cílem je ustavení původní rumunské literatury. Autoři této generace pěstovali romantická témata a motivy a jako zdroj inspirace pro lyriku zapáleného vlastenectví a přírody si zvolili historii. Vedle dominantních motivů romantických pracují i s prvky realistickými nebo klasicistními. Objevuje se fenomén koexistence několika literárních proudů v rámci jednoho díla, což je patrné např. v novele Alexandru Lăpușneanul (1840) od Constantina Negruzziho nebo dokonce v baladách Vasile Alecsandriho. Vasile Alecsandri (1821-1890) musel po porážce revoluce odejít do exilu. Byl sběratelem rumunského folklóru a autorem lyrické i epické poezie uspořádané do souborného vydání pod názvem Lidové básnictví Rumunů (Poezii populare ale românilor, 1866).

### Junimea a největší klasikové 19. století

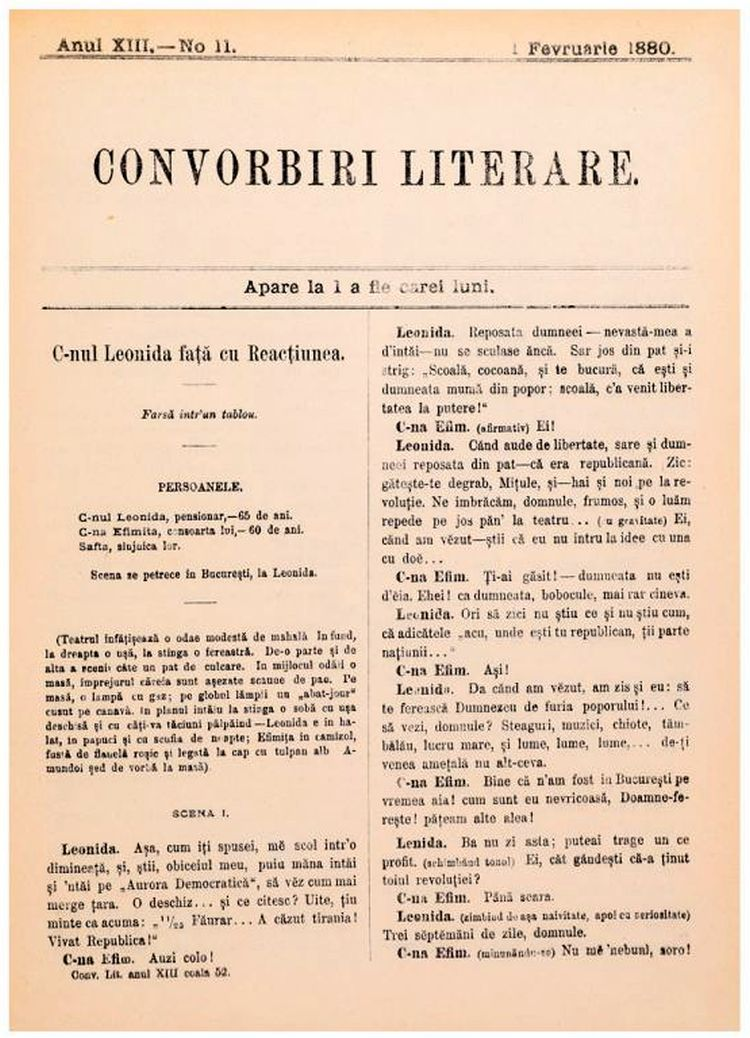
Titulní strana listu Convorbiri literare s úryvkem ze satirické jednoaktovky I. L. Caragialeho Pan Leonida proti reakci (1880)

V roce 1863 založil kritik Titu Maiorescu v Jasech literární společnost Omladina (Junimea), která sdružovala mnoho význačných literátů té doby. Angažoval se v ní největší rumunský básník vůbec Mihai Eminescu (1850-1889), dále autor realistických lokálních komedií Ion Luca Caragiale (1852-1912) a autor vesnických povídek Ion Creangă (1837 nebo 1839-1889).
Všichni tito autoři publikovali v novém literárním časopise Literární rozmluvy (Convorbiri literare), který začal vycházet v Jasech v roce 1867 a svou autoritou jej zaštítil právě uznávaný literární kritik Maiorescu. Redakční vedení na jedné straně recipovalo soudobé proudy evropské literatury, současně však dávalo prostor sbírkám rumunské lidové slovesnosti. Omladina se vyznačovala kulturním „obrazoborectvím“ a poměrně ambiciózním kulturně-emancipačním programem.
„Junimisté byli sžíraví v útocích na prostřednost a strojenost a kritika povrchního napodobování (‚forme fără fond‘ tj. forma bez základu) byla lékem, který vznikající národní kultura potřebovala. Jejich volání po vyšší úrovni zřídka minula cíle, a především bylo významné, že prosadili heslo: ne francouzské umění v rumunském rouše, ale umění rumunské obsahem i formou. Na druhé straně je třeba i vidět, že většina junimistů vystudovala v Německu, a proto byli spíše proněmečtí. (…) Junimisté sehráli klíčovou roli při formování rumunského literárního jazyka, když odmítali latinizující extremismus, a naopak prosazovali, aby byl spisovný jazyk blízký jazyku, kterým mluvil normální Rumun.“

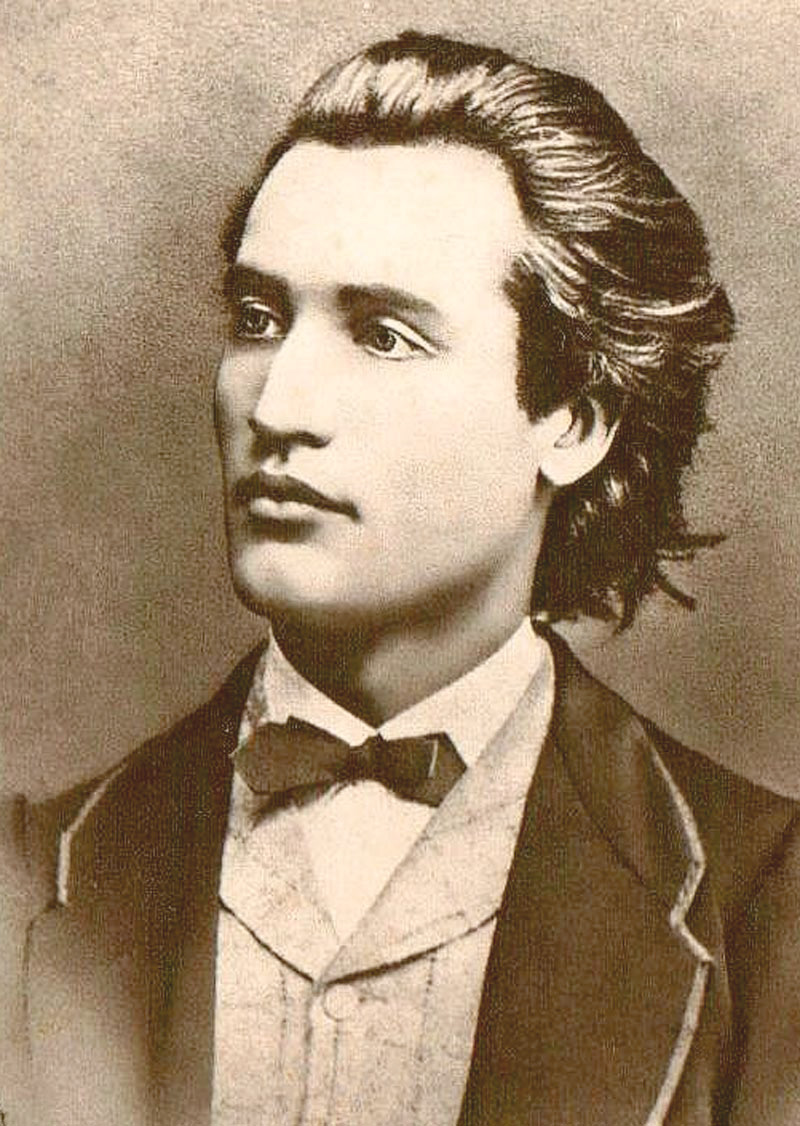
Mihai Eminescu(1850-1889)

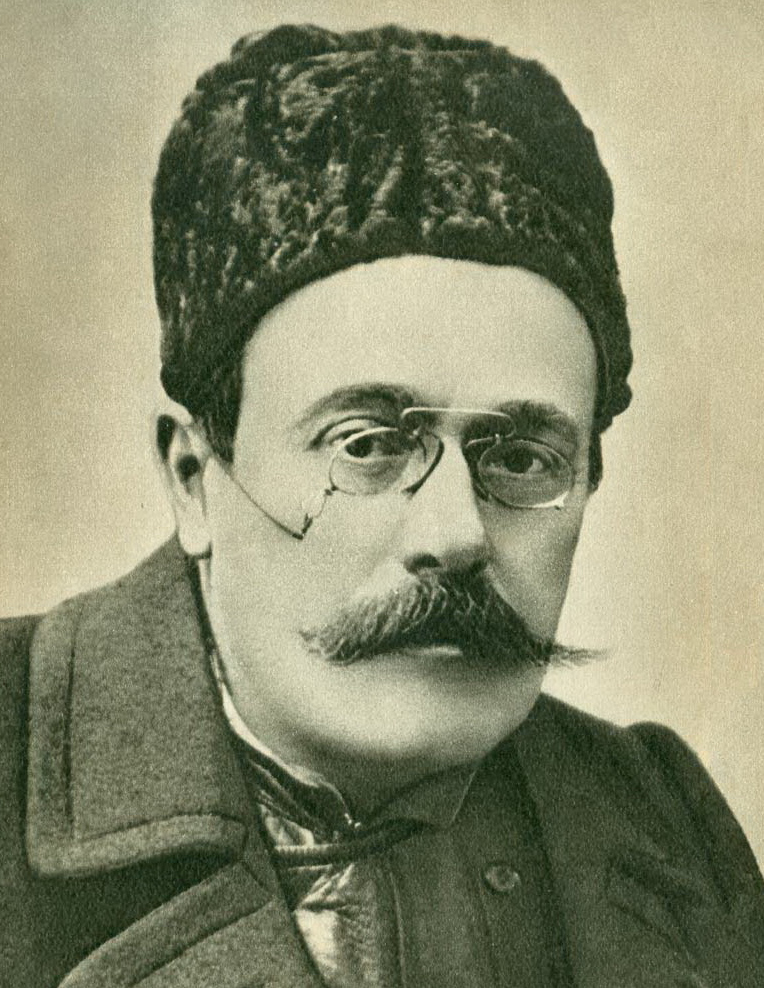
Ion Luca Caragiale(1852-1912)

Za národního básníka je většinou kritiků i veřejností považován Mihai Eminescu, představitel romantismu s národními rysy. Do dějin literatury vstoupil milostnou i přírodní lyrikou s prvky lidového folkloru (např. pohádek, jako slavná báseň Večerní hvězda, Luceafărul), ale psal také satiru na společenské poměry po zhroucení ideálů revoluce z roku 1848 a filozoficky laděné básně ovlivněné Kantem i Schopenhauerovým pesimismem.
Zakladatel moderního rumunského divadla byl Ion Luca Caragiale, pranýřující ve svých satiricky laděných komediích pokrytectví a celkovou nekulturnost maloměšťáků, jakož i zatuchlý politický provincialismus. Jeho nejznámější hrou je Ztracený dopis (O Scrisoare Pierdută, 1884), která je stále uváděna na rumunských i zahraničních scénách.
Dalším klasikem tohoto období byl Ion Creangă, originální vypravěč obdařený mimořádnou fantazií, sugestivností a smyslem pro humor, které uplatnil v řadě povídek, pohádek a anekdot, ale i v literatuře erotické. Nejznámější je sbírka Vzpomínky z dětství (Amintiri din copilărie). V jeho případě nejde jen o prostá sebrání lidové slovesnosti, nýbrž o svébytný příspěvek k evropskému venkovskému realismu.
Mezi junimisty bývá řazen rovněž Ioan Slavici, klasik realistické venkovské prózy a představitel žánru vývojového románu (bildungsromanu). V jeho dílech se objevuje psychologizace postav a lehce moralizující nádech. Život Slaviciových hrdinů bývá vyplněn bojem o společenské uznání, jak je tomu např. v románu Mara (1894), který vyšel i česky.

### Předválečná literární hnutí

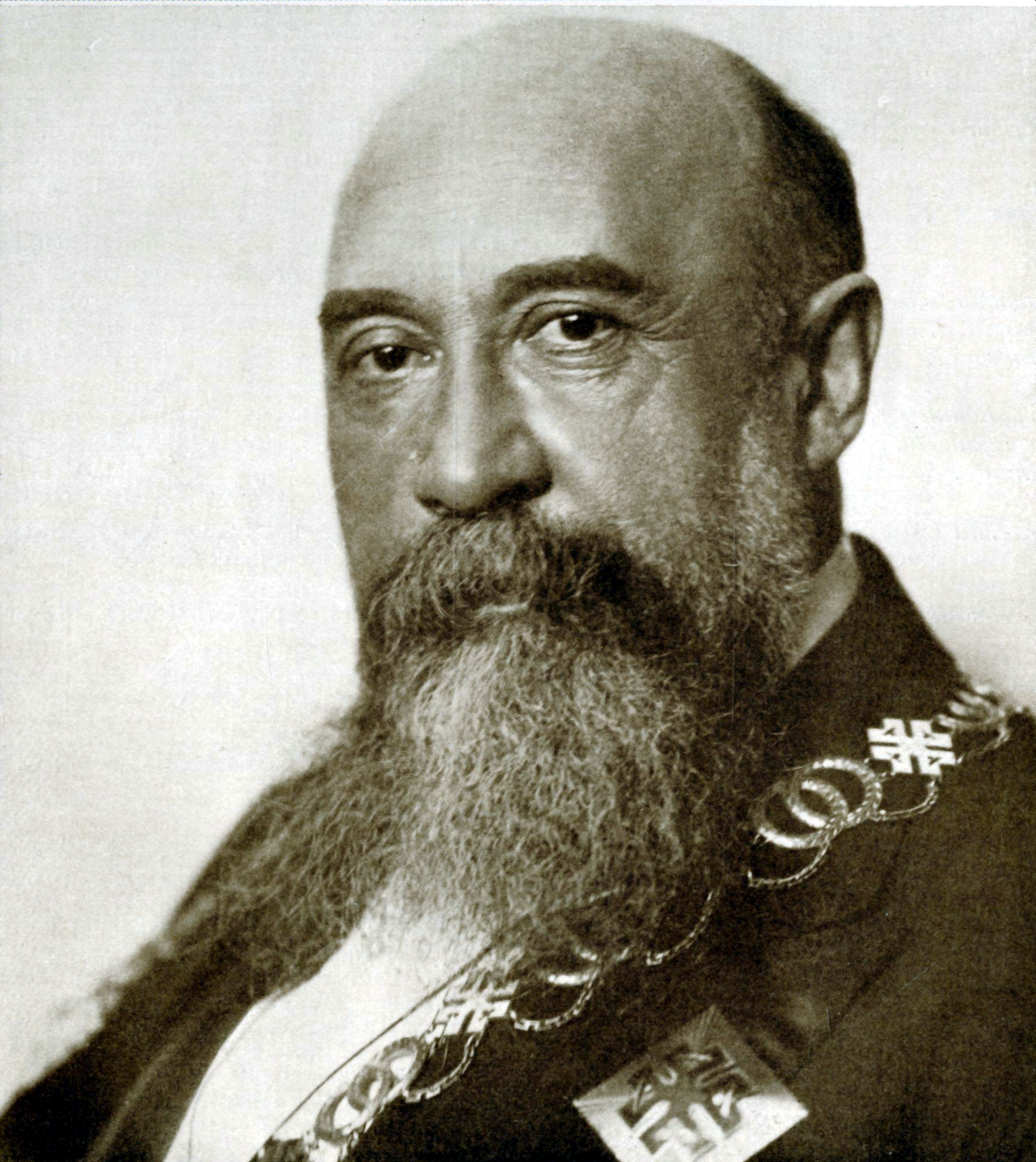
Nicolae Iorga (1871-1940)

Dočasný vliv na vývoj literatury v období před I. světovou válkou měla čtyři hnutí reprezentovaná časopisy Současník (Contemporanul), Rozsévač (Sămănătorul), Nový život (Viața nouă) a Rumunský život (Viața Românească), vycházejícími od roku 1881, resp. 1901, 1905 a 1906.
Časopis Současník redigoval socialistický kritik Constantin Dobrogeanu-Gherea, jenž měl ideově blízko k marxismu a ruskému narodnictví.
Kolem listu Rozsévač, který založili Alexandru Vlahuță a George Coșbuc, se postupně zformovalo konzervativně-vlastenecké hnutí zvané sămănătorismus, domáhající se výlučně národních motivů, zejména rurálních, a kritizující cizí kulturní vlivy. Domácí tvorba měla plnit především účel osvětový (edukační) a také mravokárný. Vedle politicky kolísajícího prozaika Mihaila Sadoveanu se nejviditelnější postavou stal historik Nicolae Iorga.
Zcela protichůdný byl ideový program skupiny kolem časopisu Nový život, jehož zakladatelem byl básník a filolog Ovid Densușianu. Jeho přívrženci hledali oporu v intelektuálním prostředí města a odmítli vypjatý tradicionalismus. Usilovali o propojení rumunské a západní literatury.
Kompromisní východisko mezi sămănătorismem a důraznou inspirací cizími, "velkými" literaturami nabídla skupina tzv. poporanistů, sdružených kolem časopisu Rumunský život, jenž vedli Constantin Stere a George Călinescu. Bylo to hnutí intelektuálů zaměřujících se na literární kritiku daleko spíše než na původní tvorbu. Poporanisté souhlasili s ideou, že primární podněty národní literatuře mají vycházet ze života prostých rolníků, avšak nesdíleli nacionalistické představy o výlučném charakteru domácí estetické tradice.

### Zlatý věk rumunské literatury
Zlatým věkem rumunské literatury bylo meziválečné období, kdy nově sjednocené Rumunské království těžilo z příznivého hospodářského vývoje a politických a uměleckých svobod. Tato doba je charakterizována dvěma různými literárními směry: tradiční realistickou či naturalistickou prózou a literární avantgardou hledající nové formy a výrazy. Vzniká moderní rumunský román, zprvu inspirovaný převážně válkou a s ní souvisejícími společenskými změnami. K zakladatelům tohoto žánru patří romanopisec Liviu Rebreanu, dále Camil Petrescu (román Poslední noc lásky, první noc války, Ultima noapte de dragoste, întâia noapte de război, 1930) a jeho jmenovec Cezar Petrescu (Raněný tmou, Întunecare, 1928). Význačnou osobností tohoto období byl také romanopisec a historik George Călinescu, jenž vedle vlastní tvorby proslul pracemi z literární historie, a sice přesvědčivými studiemi o Eminescovi a Creangeovi a monumentálními čtyřsvazkovými Dějinami rumunské literatury (Istoria literaturii române de la origini până în prezent, 1941). V období zlatého věku začali psát také někteří z nejvýznamnějších rumunských autorů vůbec, především jeden z největších rumunských básníků Tudor Arghezi, spisovatel a významný religionista Mircea Eliade a filozofující básník Lucian Blaga.

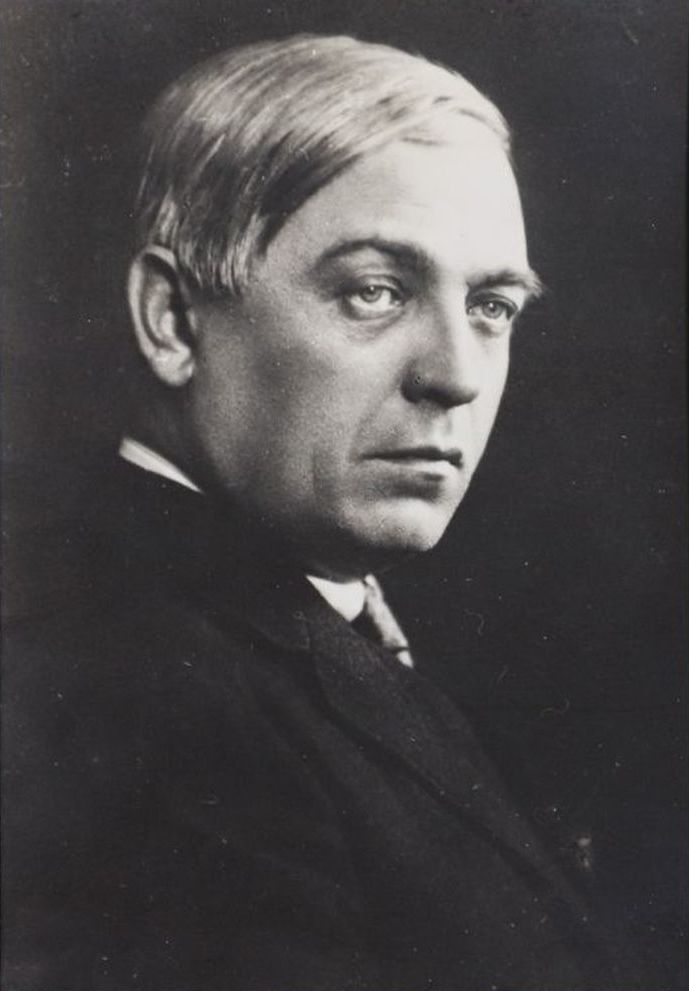
Liviu Rebreanu (1885-1944)

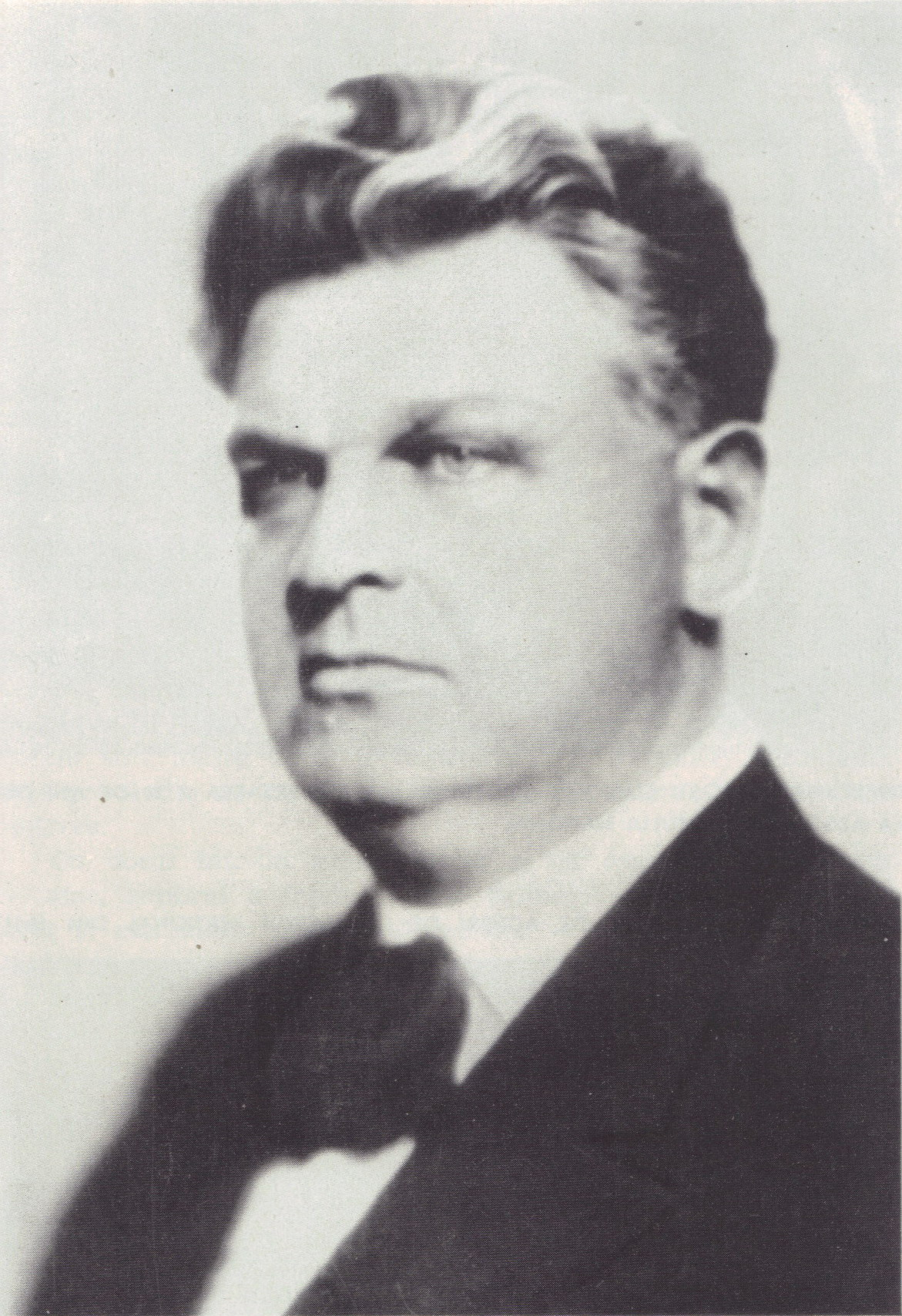
Mihail Sadoveanu (1880-1961)

Liviu Rebreanu se ve svých stěžejních prózách vrací k tématu válečných útrap, když v roce 1921 vydává povídku Katastrofa (Catastrofa) a v roce 1922 psychologicky laděný román Les oběšenců (Pădurea spânzuraților), ukazující s přesvědčivou naléhavostí, jak válka rozvrací a ničí lidskou osobnost. Reflektuje mj. popravu vlastního bratra, osobní zkušenosti i obrazy oběšených Čechů, kteří taktéž nechtěli bojovat po boku svých utlačovatelů. Tématem románu Povstání (Răscoala, 1933, česky vyšlo pod názvem Výbuch hněvu, 1974) jsou tragické události selského povstání z roku 1907 z pohledu příslušníků různých společenských vrstev. Objevují se i psychologické romány s detektivními rysy (Oba dva, Amândoi, 1940) nebo fantastickými prvky (Adam a Eva, Adam și Eva, 1925).
Složitý osud měl Panait Istrati, původně komunistický novinář, jenž patrně jako první spisovatel v historii obsadil do svých novel homosexuální postavu - Adrien Zograffi je autorovým alter egem (česky vyšly romány Kira Kiralina, Kodin, Strýc Anghel, Hajduci).
Všestranný romanopisec Mihail Sadoveanu napsal řadu realistických románů odehrávajících se v různých obdobích moldavské historie (Rod Soimărescovců, Neamul Șoimăreștilor, 1915, nebo Ve znamení Raka, Zodia Cancerului, 1929), ale vedle nich i díla plná dobrodružných zápletek či oslavujících soužití člověka s krásnou přírodou. Postupně obohatil svůj repertoár o psychologickou kresbu a prvky naturalismu (Po řece připlul mlýn, Venea o moară pe Siret, 1925, nebo Sekerka, Baltagul, 1930).

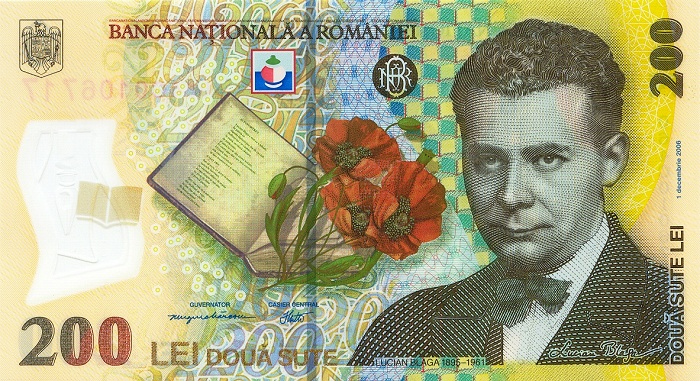
Lucian Blaga na bankovce z r. 2006

Ve spojení se západní kulturou vznikla také kultura modernistická a avantgardní, francouzsky píšící Rumun Tristan Tzara se stal zakladatelem jednoho z jejích nejradikálnějších směrů, dadaismu. George Bacovia byl symbolistický básník (Olovo, 1916), který následně vykročil k poezii ryze moderní, vykazující rysy expresionismu, surrealismu a absurdna (Žluté jiskry, Scântei galbene, a Fragmenty noci, Bucăți de noapte, obě 1925). K významným avantgardním autorům patří také romanopisec Max Blecher, jehož díla vyšla i česky (Příhody z bezprostředního neskutečna, Întâmplări din irealitatea imediată, česky 1996) a matematik a básník Ion Barbu, pokládaný za jednoho z největších rumunských básníků dvacátého století. Filozof Lucian Blaga byl autorem několika sbírek moderní poezie, prodchnuté iracionálnem, expresivitou a motivy z orientálních tradic Číny, Indie a Persie (Kroky proroka, Pașii profetului, 1921).

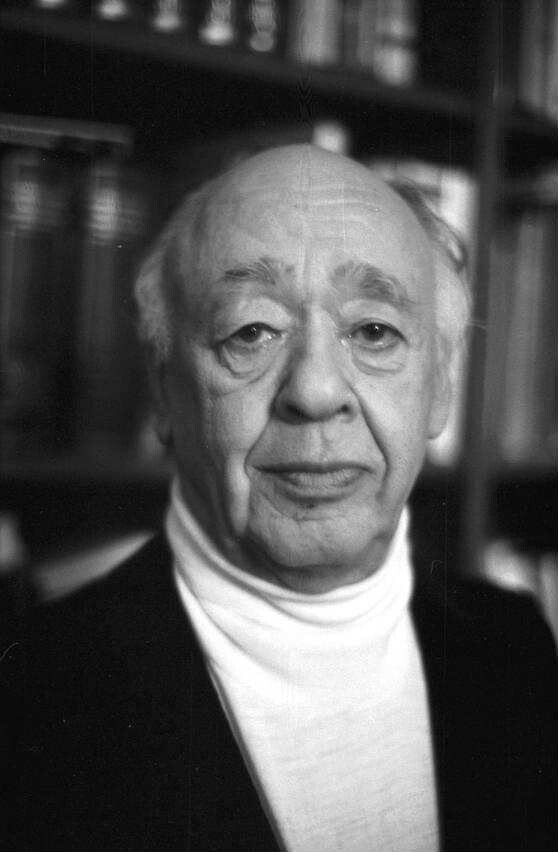
Eugène Ionesco (1912-1994)

### Poválečné období
V poválečném období po nástupu komunismu prošla rumunská literatura složitým obdobím. Někteří již známí autoři (např. Mihail Sadoveanu) propůjčili svůj talent do služeb režimu, jiní čelili kritice a zákazům nebo byli dokonce vězněni (např. křesťansky orientovaný básník Traian Dorz, člen pravoslavného obrodného hnutí Armáda Páně, Oastea Domnului). Mnozí rumunští emigranti slavili úspěchy v zahraničí, zejména ve Francii. Tam se usadil i Eugène Ionesco, píšící francouzsky, který se stal jedním z hlavních představitelů a zakladatelů žánru absurdního dramatu (z často uváděných her vynikají Plešatá zpěvačka a Židle). Pocit absurdity je u něj navozován především zhroucením dorozumívací funkce řeči a také svéráznou kombinací tragického a groteskního. Zápletky většiny dramat skrývají závažná poselství (např. Nosorožec, hra vnímaná jako alegorie na totalitarismus pošlapávající hodnoty lidství) nebo alespoň metafyzicky laděná tázání (např. Nenajatý vrah). Naproti tomu filozof a esejista Emil Cioran byl zprvu příznivcem fašistické formy vlády, je však uznáván jako představitel radikálního pesimismu (Sylogismy hořkosti, 1952), vemlouvavě referující o tragičnosti, marnosti a nesmyslnosti lidského údělu, balancující na hraně mizantropie a nihilismu.
Patrně nejvýznamnějším autorem byl romanopisec Marin Preda, zprvu podporovatel komunismu, později jeho ostrý kritik, autor monumentálního románu Morometové (Moromeții, definitivní verze 1967), v němž popisuje život na rumunské vesnici ve dvacátém století, a rozsáhlé kruté obžaloby intrikánství komunistických prominentů pod názvem Nejmilovanější z pozemšťanů (Cel mai iubit dintre pământeni, 1980). K dalším významným autorům patří básník Nichita Stănescu, hlavním představitelem rumunského disentu a později emigrace je romanopisec Dumitru Țepeneag, dnes žijící ve Francii.

## Současná literatura
V 80. letech začal publikovat jeden z předních představitelů postmodernismu Mircea Cărtărescu, básník i prozaik, který posbíral řadu zahraničních literárních cen a napsal i teoretickou práci Postmodernismul romănesc.
Již několik desetiletí je ve světě nejznámější a nejpřekládanější básnířkou Ana Blandiana, autorka spirituálně a eticky laděné poezie (antologie Knihovna pro všechny, Biblioteca Pentru Toți, 1989) i lyricko-fantastických povídek. Česky vyšel výbor jejích básní pod názvem Řeka s jedním břehem, 2020.
Dosud žádný rumunsky píšící autor nebyl oceněn Nobelovou cenou za literaturu. V roce 2009 obdržela toto ocenění Herta Müllerová, jejímž rodným i tvůrčím jazykem je němčina.